# Charlie Christian

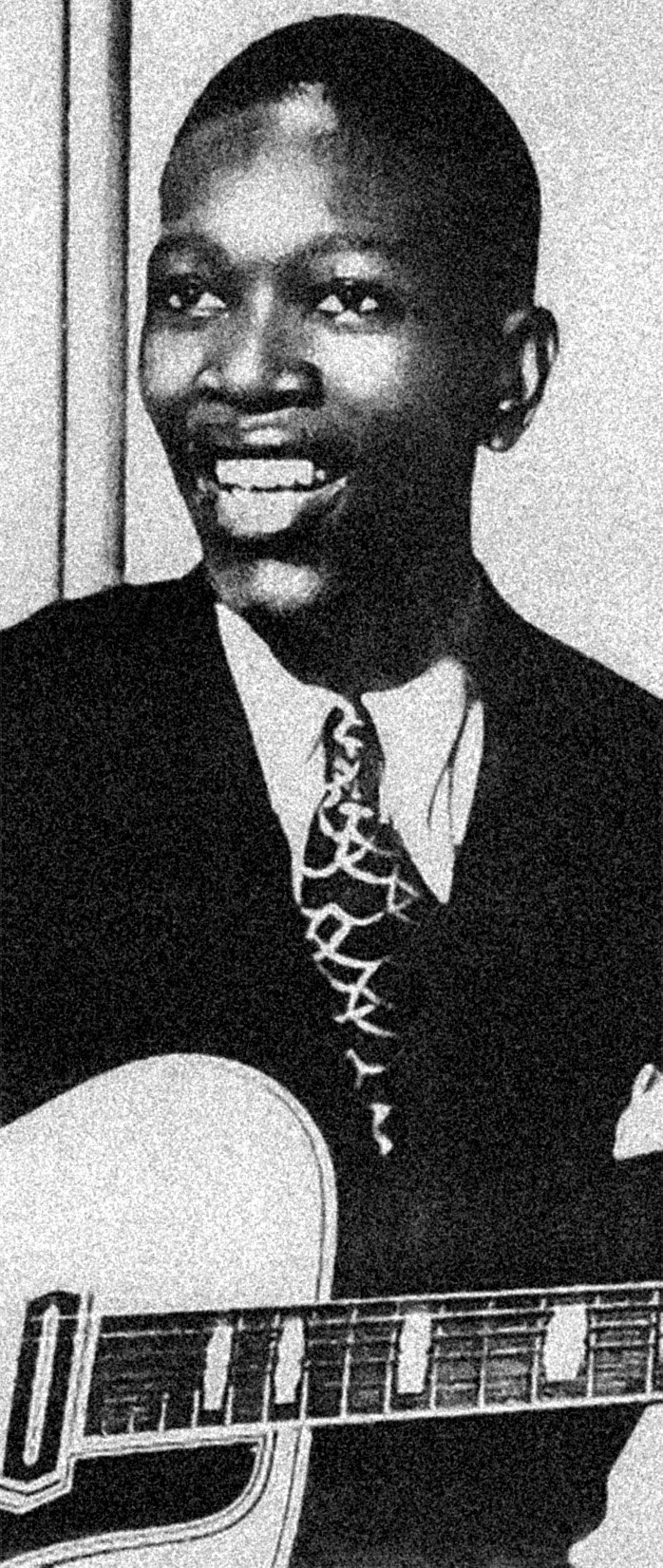
Charlie Christian

Charlie Christian (* 29. Juli 1916 in Dallas, Texas; † 2. März 1942 in New York City) war ein Jazz-Gitarrist und gehört zu den Pionieren des Spiels auf der E-Gitarre. Er verwendete  erstmals Melodielinien, die sich an der Melodieführung und Phrasierung des Tenorsaxophons orientierten. 
Mit seinem Gitarrenspiel unter anderem in Ensembles von Benny Goodman ab Ende der 1930er-Jahre war Christian auch einer der Wegbereiter des Bebop.

## Leben und Wirken
Christian stammte aus einer musikalischen Familie und lernte zunächst Tenorsaxophon und Kontrabass vom Vater. Er wuchs in Oklahoma City in einem ärmlichen Schwarzen-Viertel auf, wo er schon früh mit dem texanischen Country Blues in Berührung kam. Die Eltern hatten als Trompeter und Pianistin zur Untermalung von Stummfilmen gearbeitet und musizierten mit ihren Kindern zu Hause. Christian begann in diesem Umfeld früh, auf einer selbst gebastelten Gitarre Musik zu spielen und mit der Schulband aufzutreten. Schon während seiner Kindheit hörte er die Bands, die im Südwesten spielten, wie die Blue Devils und die Twelve Clouds of Joy von Andy Kirk.
Ab 1934 spielte der junge Charlie Christian in mehreren Bands, wie dem Anna Mae Winburn Orchestra (1937), dem Orchester von Alphonse Trent (Al Trent Sextet, 1938) und dem Jeter-Pillars Orchestra in St. Louis, wodurch er rasch lokal bekannt wurde. Er war damals auch Begleiter von durchreisenden Musikern wie Teddy Wilson und Art Tatum und wurde von Mary Lou Williams an Jazz-Impresario John Hammond empfohlen, der ihn 1939 nach New York brachte, wo Christian durch Hammonds Empfehlung Mitglied der Band von Benny Goodman wurde. Meist in kleineren Besetzungen und mit einigen Mitgliedern der Count-Basie-Bigband sowie mit Goodman (Klarinette) selbst spielten sie eine ganze Reihe von Aufnahmen ein, in denen sein elektrisch verstärktes Single-Note-Spiel voll zur Geltung kam. Daneben nahm Christian zusammen mit der Big Band (Benny Goodman Orchestra) von Goodman das Stück Solo Flight auf, das ihn als Solisten herausstellte. Christian stützte seine Themen von Anfang an auf eine Reihe typischer Riffs aus dem Südwesten; Flying Home, A Smo-o-o-oth One und Air Mail Special „waren frische, zündende und erregende Stücke, die der Jazzmusik neues Leben verliehen.“
Charlie Christian war – wie auch Lester Young – einer der Ersten im Jazz, die in ihren Improvisationen längere Melodielinien spielten, dabei Dreiklangserweiterungen (vor allem None und Sexte) verwendeten und damit als Vorreiter des Bebop gelten können – ein Jazz-Stil, der Mitte der 1940er-Jahre populär werden sollte, selbst wenn Christian kein ausgesprochener Bop-Gitarrist war. Für seine musikalischen Ideen fand Christian im Harlemer Minton’s Playhouse in Gesellschaft von Musikern wie Thelonious Monk, Dizzy Gillespie, Kenny Clarke oder Don Byas „einen sicheren Stützpunkt. Sobald er abends seine Arbeit bei Goodman im Pennsylvania Hotel beendet hatte, stürzte er zu Minton’s, um wie besessen zu jammen, bis alle heimgingen“, so Arrigo Polillo.
Charlie Christian war neben Eddie Durham (Posaune, E-Gitarre, Arrangement) einer der ersten, der die elektrisch verstärkte Gitarre populär machte (in diesem Fall eine Gibson ES-150, also eine vollakustische Jazzgitarre mit einem Single-Coil-Tonabnehmer). Es war Durham, der Christian im Jahr 1937 erstmals auf die elektrisch verstärkte Gitarre aufmerksam machte, woraufhin Christian begann, die längere Ausschwingdauer (Sustain) des elektrisch verstärkten Tons zu nutzen, um einen dem Saxophon ähnlichen Klang zu erreichen. Viele frühe Hörer von Christians ersten Tonaufnahmen sollen den Klang von dessen Gitarre tatsächlich für ein Tenorsaxophon gehalten haben. Polillo betonte, dass das Verdienst, die elektrische Gitarre in den Jazz eingeführt zu haben, Eddie Durham gebührt; Christian aber auf jeden Fall derjenige war, der eine neue Art des Gitarrespielens erfand, dieses Instrument zum Soloinstrument erhob und die Voraussetzungen für die Revolution des Bebops schuf.
Neben den Studioaufnahmen mit Goodman sind es die herausragenden Sessions, die 1941 in Minton’s Playhouse in New York von einem Amateur mitgeschnitten wurden und die Christian in Hochform zeigen. Charlie Christian starb 1942 mit 25 Jahren an Tuberkulose, die er Ende der dreißiger Jahre bekam und wegen der er ab 1940 mehrfach im Krankenhaus war.

## Zitate
„Als Charlie uns in der Schule mit seiner ersten Gitarre aus einer Zigarrenkiste amüsierte und in Erstaunen versetzte, spielte er seine eigenen Riffs. Aber diese stützten sich auf raffinierte Akkorde und Tonfolgen, die Blind Lemon Jefferson niemals gekannt hat.“

„Sein Gitarrenstil war völlig originell. Seine langen und widerhallenden Phrasen mit einstimmiger Melodieführung deren Klang elektronisch verstärkt und verlängert wurde, gründeten sich auf Prinzipien, die den Blasinstrumenten, genauer gesagt den Saxophonen, eigen waren. Sie unterschieden sich deshalb sehr von den leichten Einzelphrasen der Pioniere der Jazz-Gitarre wie Lonnie Johnson oder Eddie Lang. Wenn ein geistiger Vater für Charlie Christian gefunden werden soll, muss er mithin unter den Saxophonisten gesucht werden, und wahrscheinlich ist er in Lester Young zu sehen.“

„In meiner ganzen Laufbahn bin ich nur wenigen Genies begegnet, Leuten wie Lester Young, Teddy Wilson, Louis Armstrong oder Coleman Hawkins. Das sind wirklich nicht viele. Aber Charlie gehörte offensichtlich dazu. Er holte aus seinem Instrument etwas absolut Neues heraus. Wie Lester in seinen besten Tagen spielte er einen Chorus nach dem anderen und erdachte und entwickelte bei jedem Chorus Ideen, die origineller als seine vorherigen waren.“

## Trivia
Der elektromagnetische Tonabnehmer (Pickup) des von Christian gespielten Gitarrenmodells, der 1936 eingeführten Gibson ES-150, wird aufgrund seiner charakteristischen Bauform in Fachkreisen heute als „Charlie-Christian-Pickup“ bezeichnet.
Zum Freundeskreis von Christian gehörte unter anderem der von ihm beeinflusste Pionier des elektrischen Chicago Blues, T-Bone Walker.

## Auswahldiskographie
- Benny Goodman: 1939 (Classics, 4-9, 1939), 1939, Volume 2 (Classics, 9-11, 1939)
- The Genius of The Electric Guitar (Columbia, 1939–41) mit Lionel Hampton, Cootie Williams, Count Basie, Fletcher Henderson, Georgie Auld, Jo Jones
- Solo Flight (Topaz, 1939–41)  mit Henry Red Allen, Benny Carter, J. C. Higginbotham, Earl Bostic, Ben Webster, Clyde Hart, Israel Crosby, Milt Hinton, Cozy Cole
- Swing to Bop (Dreyfus)
- Charlie Christian All Stars: Jazz Immortal – Dizzy Gillespie 1944 (OJC)
- Live Sessions at Minton’s Playhouse (Jazz Anthology, 1941)  mit Thelonious Monk, Hot Lips Page, Don Byas, Kenny Clarke, Joe Guy
- Electric (1939/40)  mit Benny Goodman, Jerry Jerome, Frankie Hines und Oscar Pettiford

## Sammlung
- Charlie Christian – The Original Guitar Genius – (Properbox 98) – 4 CDs – Benny Goodman Sextett: Lionel Hampton, Fletcher Henderson, Artie Bernstein, Nick Fatool – Lionel Hampton and his Orchestra: Red Allen, J. C. Higginbotham, Earl Bostic, Clyde Hart, Artie Bernstein, Sid Catlett – Benny Goodman Orchestra: u. a. Ziggy Elman, Jimmy Maxwell, Vernon Brown, Toots Mondello, Jerry Jerome, Fletcher Henderson, Artie Bernstein, Nick Fatool – Benny Goodman Sextett: Lionel Hampton, Johnny Guarnieri, Artie Bernstein, Nick Fatool – Metronome All Stars: Harry James, Jack Teagarden, Benny Goodman, Benny Carter, Eddie Miller, Jess Stacy, Bob Haggart, Gene Krupa – Benny Goodman Sextett: Lionel Hampton, Count Basie, Artie Bernstein, Nick Fatool – Benny Goodman Octet: Buck Clayton, Lester Young, Count Basie, Freddie Green, Walter Page, Jo Jones – Benny Goodman Sextett: Cootie Williams, Georgie Auld, Count Basie, Artie Bernstein, Kenny Kersey p, Jo Jones – The Edmond Hall Celeste Quartett: Meade Lux Lewis, Israel Crosby – Benny Goodman Orchestra: Jimmy Maxwell, Cootie Williams, Lou McGarity, Cutty Cutshall, Georgie Auld, Johnny Guarnieri, Artie Bernstein, Dave Tough, Jimmy Mundy arr – Jam Session Jerry Jerome, Earl Hines, Oscar Pettiford – Kansas City Six: Buck Clayton, Lester Young, Freddie Green, Walter Page, Jo Jones – Count Basie and Guests: Buck Clayton, Sweets Edison, Dickie Wells, Benny Morton, Earl Warren, Buddy Tate, Lester Young, Count Basie, Meade Lux Lewis, Fletcher Henderson, Albert Ammons, Walter Page, Artie Bernstein, Jo Jones, Nick Fatool – Benny Goodman Sextett with Guests: u. a. Red Norvo, Billy Butterfield – Jam Session at Minton’s Playhouse: u. a. Joe Guy, Kenny Kersey, Kenny Clarke, Don Byas, Hot Lips Page
- Charlie Christian – The Genius of the Electric Guitar – (Sony 2002) – Die 4 CDs sind mit der obigen Zusammenstellung  weitgehend ident – lediglich die Anordnung der Titel ist unterschiedlich.